# 3988 Huma
För andra betydelser, se Huma (olika betydelser).
3988 Huma eller 1986 LA är en asteroid i huvudbältet som upptäcktes 4 juni 1986 av den amerikanske astronomen Eleanor F. Helin vid Palomar-observatoriet. Den är uppkallad efter Huma i Iransk mytologi.
Asteroiden har en diameter på ungefär 0,7 kilometer och den tillhör asteroidgruppen Amor.